# Stephen Salters
Stephen Salters (New Haven, 4 april 1970) is een bariton en eerste-prijswinnaar van de Koningin Elisabethwedstrijd 1996 (voor zang).

## Leven en werk
Salters behaalde zijn Artist Diploma Degree aan de Universiteit van Boston. Vervolgens won hij verschillende prijzen in de Verenigde Staten waaronder de prijs van de Leontine Price-wedstrijd, de Esther Kahn Career Award en de Marion Anderson Award. Hij debuteerde in het seizoen 1990-1991 aan de Boston Lyric Opera en kreeg veel lof voor zijn vertolking in 1992 van de rol van Billy Budd bij de Opera van St. Louis.
In 1996 won Salters de eerste prijs in de Koningin Elisabethwedstrijd 1996 (voor zang).
- Gemeinsame Normdatei: 13520383X
- International Standard Name Identifier: 0000 0000 5554 0638
- Library of Congress Control Number: n97097133
- MusicBrainz: b6140e6b-25b3-4647-b81e-cc8ba90bfcd0
- Nationale Bibliotheek van Israël: 987012501422005171
- Virtual International Authority File: 70681484
- WorldCat: E39PBJp9vbYfPpb9vfTTx7JJjC